# Naspers

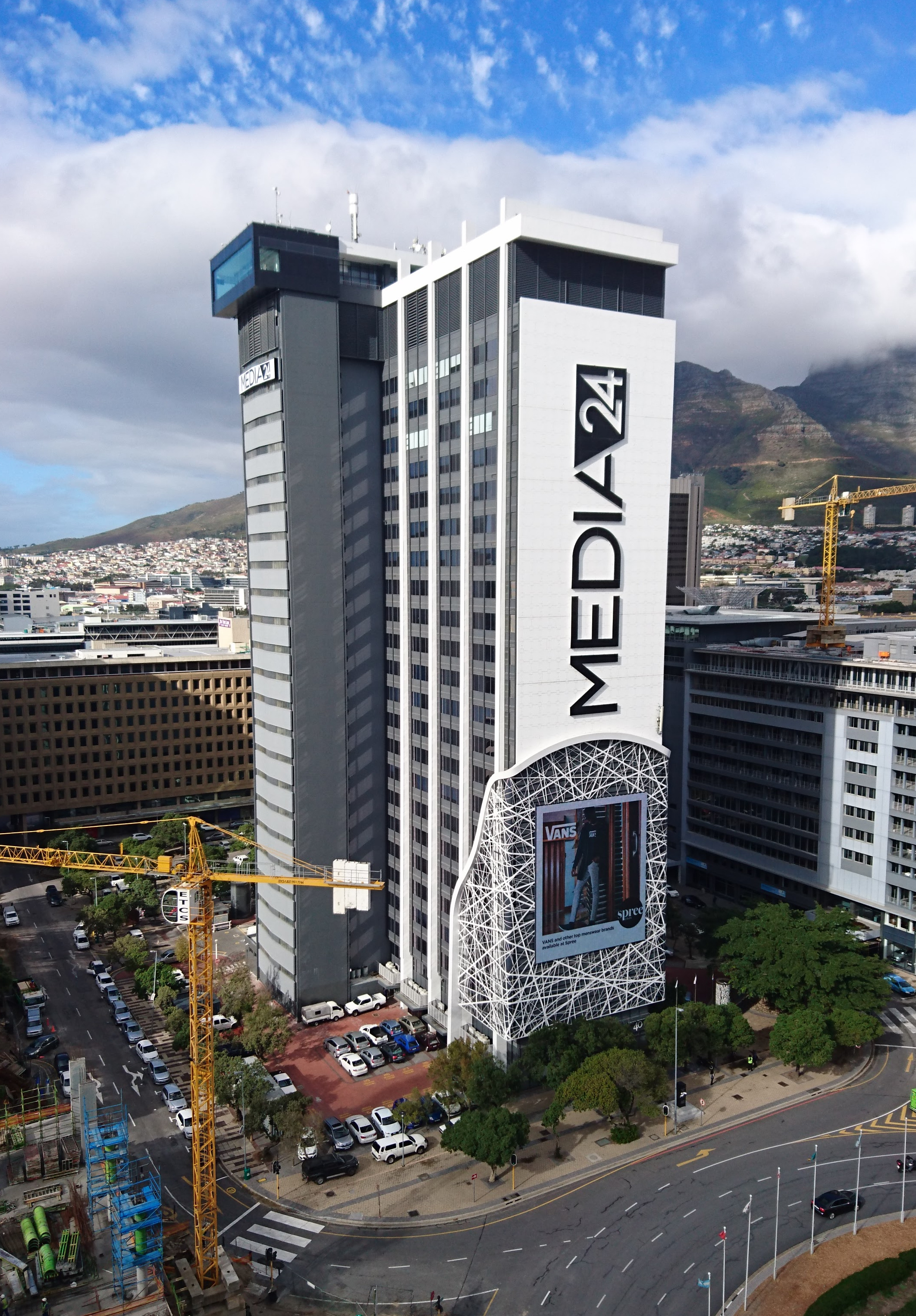
Sediul companiei din Cape Town

Naspers este o companie media din Africa de Sud.
Grupul media multinațional Naspers a fost înființat în 1915 d.C. și este listat la bursa din Johannesburg și Londra.
Principalele operațiuni ale grupului se desfășoară în platforme online, pay-TV și presa scrisă în: Africa de Sud, China, Rusia, Europa de Est, Olanda, India, Brazilia și Tailanda.
Compania are o cifră de afaceri de 73,1 miliarde USD. Este considerată cea mai mare companie din Africa, a VII-a companie de internet din lume și, timp de mai mulți ani, face parte din "Top 10" la Bursa de Valori din Johannesburg. În China și Rusia, grupul Naspers deține cele mai accesate platformele on-line: Tencent (cu peste 800 de milioane de utilizatori înregistrați) și Mail.ru (care atrage peste 70% din traficul de internet din Rusia).

## Naspers în România
Grupul Naspers este prezent și în România, fiind reprezentat prin Autovit.ro, achiziționat la finele anului 2009, dar și platformele on-line Tizo.ro (noua denumire a platformei on-line aukro.ro), PayU.ro, eMag, Autovit, compari.ro și olx.ro (fostul mercador.ro și fostul tocmai.ro).

## Filiale
Branduri importante deținute de Naspers includ:
- Companii de comerț electronic: Prosus (PayU, ibibo, Multiply, Buscapé, Movile, AutoTraderZA, Property24, SimilarWeb, Avito.ru, OLX, eMAG, Takealot.com, etc.)
- Companii media digitale și presa tipărită: Media24 (News24, Die Burger, City Press, You, etc.)

Prin Prosus, Naspers este și acționar minoritar în următoarele companii listate:
- Tencent: 31%[6]
- Mail.Ru: 28%[7]
- Delivery Hero: 21%